# Spirostreptus intricatus
Spirostreptus intricatus är en mångfotingart som beskrevs av Voges 1878. Spirostreptus intricatus ingår i släktet Spirostreptus och familjen Spirostreptidae. Inga underarter finns listade i Catalogue of Life.